# Mirza Ghulam Ahmad

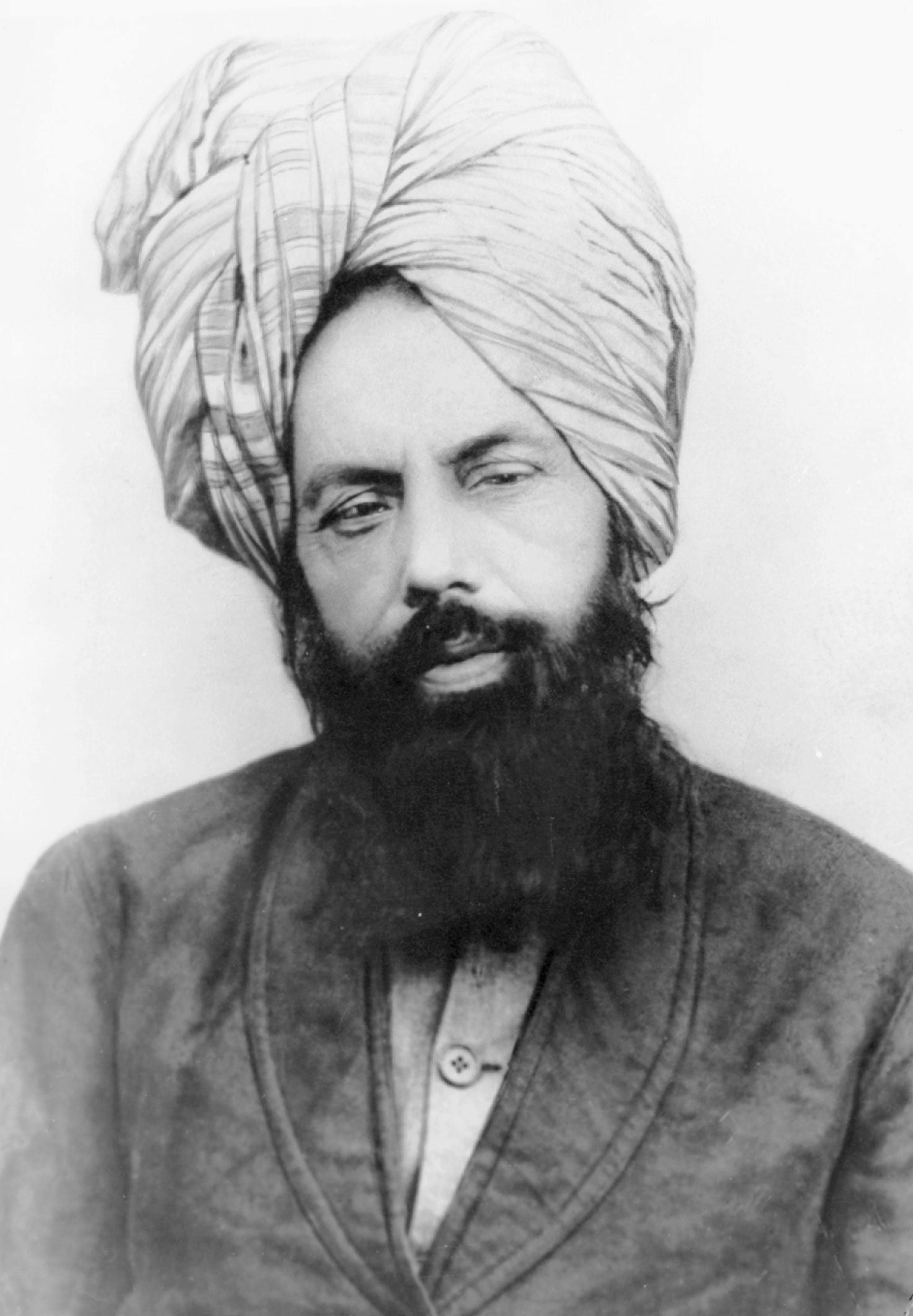
Mirza Ghulam Ahmad (1897)

Mirza Ghulam Ahmad (Urdu مرزا غلام احمد DMG Mirzā Ġulām Aḥmad; geboren am 13. Februar 1835 in Qadian; gestorben am 26. Mai 1908 in Lahore) war ein britisch-persischer Prediger und Begründer der Ahmadiyya-Bewegung. Er erhob den Anspruch, der „Mudschaddid (Erneuerer) des 14. islamischen Jahrhunderts“, der „Verheißene Messias“ (Zweite Gegenwart Christi), der von Muslimen erwartete Mahdi der Endzeit und ein „(Mohammed nachgeordneter) Prophet“ zu sein. Er verkündete, dass Jesus (Isa ibn Maryam) seine Kreuzigung überlebt habe, nach Indien ausgewandert und später in Srinagar, Kaschmir, eines natürlichen Todes gestorben sei, und beanspruchte, im Geist und in Vollmacht Jesu aufzutreten. Außerdem verkündete er, Guru Nanak Dev, der Stifter des Sikhismus, sei ein Muslim gewesen. Er vertrat auch die Auffassung, dass Messias und Imam Mahdi zwei Titel für dieselbe Person seien.
Die neuen religiösen Ideen und Ideale predigend bereiste er ausgiebig den indischen Subkontinent und gewann bis zu seinem Tod etwa 400.000 Anhänger. Er beteiligte sich an zahlreichen Debatten und Dialogen mit christlichen Missionaren sowie muslimischen und hinduistischen Führern und Priestern. Ghulam Ahmad gründete die Ahmadiyya-Bewegung im Jahr 1889. Ihm zufolge lag die Aufgabe der Ahmadiyya in der Verbreitung des Islam in seiner „ursprünglichen“ Form.
Mirza Ghulam Ahmad schrieb 85 religiöse Bücher, meist in Urdu, einige auf Arabisch und Persisch. Sein Hauptwerk war Barahin-e-Ahmadiyya. Sie enthalten die Darstellung und Erläuterung der Lehren, welche er von Gott erhalten zu haben beanspruchte.

## Vorfahren
Mirza Hadi Beg wanderte zur Zeit des Mogul-Kaisers Babur aus Persien nach Indien ein. Im Punjab ließ er sich nieder und gründete ein Dorf namens Islampur, heute Qadian. Die Familie Mirza bekleidete unter der Herrschaft der Moguln einflussreiche Staatsämter. Im Zenit ihrer Macht umfasste ihr Besitz Qadian und 85 weitere Dörfer, insgesamt 12.840 Hektar.
Mit dem Untergang der Mogul-Herrschaft nahm auch der Einfluss- und Machtbereich der Familie ab. Mitte des 19. Jahrhunderts war der Grundbesitz auf Qadian zusammengeschrumpft. Mirza Ghulam Murtaza trat in das Heer des Maharadschas ein. Nach der Festigung der Sikh-Herrschaft wurden vom Sikh-Herrscher Maharadscha Ranjit Singh fünf Dörfer an den Stamm zurückgegeben. Im Jahre 1839 starb der Sikh-Herrscher, und das Sikh-Reich begann sich aufzulösen. Gleichzeitig erweiterten die Briten ihren Machtbereich bis in den Punjab. Mirza Ghulam Murtaza diente der britischen Regierung ebenso, wie er der Sikh-Regierung gedient hatte. Für seine Dienste erhielt er später eine Rente von 200 Rupien.

## Leben
Mirza Ghulam Ahmad wurde am 13. Februar 1835 als zweiter Sohn von Mirza Ghulam Murtaza (gest. 1876) und Chiragh Bibi (gest. 1868) geboren. Seine Zwillingsschwester starb wenige Tage nach ihrer Geburt. Sein Vater war ein Oberhaupt und der größte Landeigentümer im Dorf Qadian. Obwohl er keine Reichtümer besaß, hatte er doch einige Bedienstete und eine anerkannte Stellung und Autorität. Mirza Ghulam Ahmad erhielt Privatunterricht bei verschiedenen Lehrern.
Aus seiner ersten Ehe mit Hurmat Bibi (1852/53–1891) gingen zwei Söhne hervor, Mirza Sultan Ahmad (1853–1931) und Mirza Fazal Ahmad (1855–1904).
In zweiter Ehe heiratete er am 17. November 1884 Nusrat Jehan Begum, die Tochter des Nawab Nasir aus Delhi. Aus dieser Ehe gingen zehn Kinder hervor, von denen fünf schon im frühen Alter verstarben:
- Asmat (1886–1891)
- Baschir (1887–1888)
- Mirza Baschir ud-Din Mahmud Ahmad (1889–1965)
- Shokat (1891–1892)
- Mirza Baschir Ahmad (1893–1963)
- Mirza Scharif Ahmad (1895–1961)
- Nawab Mubarka Begum (1897–1977)
- Mirza Mubarak Ahmad (1899–1907)
- Amtul-Nasir (1903–1903)
- Amtul-Hafiz Begum (1904–1987)

### Wirken
Mirza Ghulam Ahmad schrieb insgesamt 82 religiöse Bücher, davon einige auf Arabisch. Sein Hauptwerk war Barahin-e-Ahmadiyya.
In den ersten beiden Bänden legte er 1880 seine Auffassung dar, dass alle Koranverse weiterhin gültig seien. Damit wandte er sich gegen die islamrechtlich bis heute anerkannte Lehre von der Abrogation. Weiterhin erklärte er, dass Gott nach wie vor zu denen sprechen würde, die ihm gefallen.
1882 erhob er den Anspruch, ein von Gott Auserwählter zu sein, 1885 ein Mudschaddid (Erneuerer) des 14. islamischen Jahrhunderts zu sein. Am 20. Februar 1886 habe Allah ihm offenbart „Ich werde deine Botschaft bis ans Ende der Welt tragen“. Allah habe ihn aufgefordert, eine Gemeinschaft zur Reform des Islams ins Leben zu rufen. Die Ahmadiyya wurde am 23. März 1889 gegründet.
1890 verkündete er, auch der in den islamischen und christlichen Quellen vorausgesagte „Verheißene Messias und Mahdi“ zu sein, womit er weiteren heftigen Widerspruch und Ablehnung seitens orthodoxer Muslime hervorrief. Die Kontroversen verstärkten sich, als er sich weigerte, den Dschihad unter seinen Anhängern auszurufen und sich auch sonst gegen den indischen Unabhängigkeitskampf positionierte. Dies mit der Begründung, dass, solange England die Religionsfreiheit achte und garantiere, es keine religiöse Rechtfertigung für einen bewaffneten Kampf gebe.
Die erste Jalsa Salana hielt er am 27. Dezember 1891 in Qadian ab. Diese Versammlungen werden seitdem jährlich organisiert.
Im Juli 1895 habe Allah ihm mitgeteilt, dass Jesus die Kreuzigung überlebt habe und eines natürlichen Todes gestorben sei. Er glaubte später herausgefunden zu haben, dass Jesus in Srinagar/Kaschmir begraben liege. Auf der „Konferenz der Großen Religionen“ 26.–29. Dezember 1896 in Lahore wurde Mirza Ghulam Ahmads Schrift Die Philosophie der Lehren des Islam verlesen. Im April 1899 verfasste er das Buch Jesus in Indien. Am 13. März 1903 legte er den Grundstein für das „Weiße Minarett“ in Qadian.
Mirza Ghulam Ahmad glaubte fest an die bevorstehende Vorherrschaft des Islam. Der einzige Unterschied zu anderen islamischen Strömungen sollten die Anstrengungen der Ahmadiyya-Bewegung sein, „die ursprüngliche Schönheit und Einfachheit des Islam“ wiederherzustellen, und der absolute Verzicht auf Gewalt bei der Verfolgung ihrer Ziele. Der Missionseifer der Ahmadiyya gründet sich in der Vision ihres Gründers von der „Eroberung Europas für den Islam“.

### Überzeugungsfundamente
Seine Anhänger glauben, dass in spiritueller Hinsicht die Wiederkunft von Isa ibn Maryams (Jesus von Nazaret) durch das Wirken von Mirza Ghulam Ahmad erfolgte. Sie sind ferner überzeugt davon, dass Mirza Ghulam Ahmad die Endzeitverkörperung der Qualitäten Krischnas sei, der ein Avatara der Aryaner und ein Prophet Gottes gewesen sei und von Gott Offenbarungen erhalten habe.
Mirza Ghulam Ahmad betonte den Wahrheitsanspruch des Islam und erkannte gleichzeitig alle Religionen in ihrem Ursprung als wahr an. Buddha, Konfuzius, Krischna und Zarathustra werden als Gesandte Gottes, jedoch nicht als Verkörperungen Gottes, angesehen.
Mirza Ghulam Ahmad erklärte den religiös-legitimierten Krieg für aufgehoben und bezog sich hierbei auf den Hadith:

„Mohammed sagte: ‚Ich schwöre bei Allah, in dessen Hand mein Leben ist, dass der Sohn der Maria bald zu euch herabkommen wird. Er wird ein gerechter Richter sein und die Kreuze zerbrechen, er wird das Schwein töten und die Kriegssteuer (Jizya) abschaffen. Er wird Reichtum in einem solchen Ausmaß verteilen, dass keiner ihn mehr annehmen wird; und eine Niederwerfung (Sadschda) wird besser sein als die Welt und das, was sie enthält.‘“

Damit begründete er seine strikte Ablehnung eines bewaffneten Aufstandes gegen die britische Kolonialherrschaft. Seiner Meinung nach dürfe ein Muslim eine Regierung, die sich in keiner Weise in die religiösen Angelegenheiten der Muslime einmischt und ihnen diesbezüglich die freie Ausübung der Religion garantiert, nicht bekämpfen oder sich gegen sie illoyal verhalten. Dafür wurde Mirza Ghulam Ahmad von den Gelehrten Indiens als Verräter und Mitverschwörer der britischen Regierung beschimpft. Seit dieser Zeit ist es eine weitverbreitete Meinung, dass die Ahmadiyya-Bewegung eine Schöpfung der Briten sei, um auf diesem Wege die Muslime zu spalten und zu schwächen.

### Kontroversen
Die Lehren Mirza Ghulam Ahmads haben große Kontroversen mit muslimischen Gelehrten hervorgerufen. Zunächst konnte Mirza Ghulam Ahmad vor dem Hintergrund der Christianisierung Indiens durch englische Missionare und einem (bedingt durch den Zusammenbruch des Mogulreiches) wieder erstarkenden Hinduismus durch seine Schriften und Disputationen mit christlichen Missionaren und Hindu-Gelehrten bald den Ruf eines Anwalts des Islam erwerben. Sein Hauptwerk „Barahin-e Ahmadiyya“ galt als ein sehr gelungener Versuch dieser „Verteidigung“. Ab 1890 verließ er mit seiner „Jesus-in-Indien-Lehre“ und seinem Anspruch auf das Prophetentum schrittweise den Konsens der Islamgelehrten. Die Anzahl der Fatwas, die Ahmadi-Muslime zu Nicht-Muslimen erklärten, schnellte in die Höhe. Mirza Ghulam Ahmad lieferte sich mit seinem Erzrivalen Muhammad Hussain Batalvi eine derart erbitterte Auseinandersetzung, dass sich beide vor dem Strafgericht verantworten mussten. Das Verfahren wurde eingestellt mit der Auflage, dass beide Parteien eine Vereinbarung unterschrieben, in der es hieß, dass sie ihren Streit beenden und Abstand voneinander nehmen. In Pakistan erreichten orthodoxe Imame einen parlamentarischen Beschluss, der Ahmadis 1974 offiziell zu Nicht-Muslimen erklärte. In der Folge wurden 1984 viele diskriminierende Gesetze gegen die Ahmadiyya beschlossen. Im Unterschied zur islamischen Mehrheitsmeinung lehrte Mirza Ghulam Ahmad
- seinen Anspruch, Prophet zu sein
- seinen Anspruch, der Messias und der Mahdi in einer Person zu sein[14]
- dass mit der Wiederkunft des Messias der religiös motivierte Krieg – der Dschihad – aufgehoben sei[15]
- die Gültigkeit aller Ayat des Korans, d. h., dass die Verse des Korans nicht abrogiert (aufgehoben) wurden
- dass Isa ibn Maryam (Jesus Christus) nach Kaschmir ausgewandert und in Srinagar begraben sei

#### Prophetenschaft
Nach Überzeugung der „Ahmadiyya Muslim Dschamaat“ (AMJ) bedeutet Siegel der Propheten (Koran 33:40) lediglich, dass alle nachfolgenden Propheten keine neue Religion begründen und kein neues religiöses Buch wie den Koran bringen. In diesem Sinne war Mirza Ghulam Ahmad ein Erneuerer des Islam, gilt aber auch als Prophet, weil er auch viele Prophezeiungen von Allah erhalten haben soll.
Abweichend ist die „Ahmadiyya Anjuman Isha'at-i-Islam Lahore“ (AAIIL) der Auffassung, dass Mirza Ghulam Ahmad nur ein Reformer (Mudschaddid) und Messias, nicht aber Prophet war. Die Kontroverse über diese Frage führte maßgeblich zur Teilung der Ahmadiyya-Bewegung.

#### Dschihad
„Die Tinte des Gelehrten ist wertvoller als das Blut eines Märtyrers.“ (Hadith). Deshalb wird nach Auffassung der Ahmadis das Brechen des Kreuzes (das bedeutet die Widerlegung der christlichen Glaubenssätze) durch den Dschihad der Feder und den Dschihad des Arguments erfolgen.
Unter dem größten Dschihad versteht die Ahmadiyya – wie auch die überwiegende Mehrheit der Muslime – die Verbesserung des eigenen Charakters, Moral und Spiritualität. So sagte der Prophet Mohammed zu seinen Männern, als er von einem Kriegszug zurückkehrte: „Hinter uns liegt der kleine Dschihad (jihaad saghir) und vor uns liegt der große Dschihad (jihaad akbar).“ (Hadith) (vgl. Dschihad).
Mirza Ghulam Ahmad hielt die Bedingungen des Dschihad in seinem Jahrhundert und seinem Land (Indien) für nicht erfüllt. Er forderte die Muslime auf, einen „Dschihad der Tugenden“ zu kultivieren.

#### Abrogation
Mirza Ghulam Ahmad wies die Überzeugung orthodoxer Muslime zurück, dass ein Koranvers einen anderen aufheben könne. Er war davon überzeugt, dass der Koran eine Offenbarung des Wortes Gottes sei und als solche entsprechend seiner Selbstaussage keine Widersprüche enthalte (Siehe Koran 2:2, 4:82, 11:1). Jeden Widerspruch im Koran führte er auf Missverständnisse und Falschinterpretationen zurück: „Kein Vers, kein Wort und kein Jota des Koran wurde aufgehoben.“

#### Jesus in Indien
Einige Muslime haben sich die Auffassung der Christen zu Eigen gemacht, dass Isâ (Jesus Christus) von Gott (leiblich) in den Himmel erhoben wurde (Christologie). Nach Mirza Ghulam Ahmad überlebte Isâ die Kreuzigung bewusstlos, erschien nach seiner Genesung den Jüngern und wanderte nach Kaschmir aus, wo er hochbetagt starb. Mirza Ghulam Ahmad führt in seinen Schriften aus, dass Isâ in indischen Schriften auch als Yuz Asaf (der Versammler) genannt wird.

#### Weitere Kontroversen
Diese Art von aggressiver und provozierender Dispute waren Ende des 19. und Anfang des 20. Jahrhunderts in Indien üblich, und Mirza Ghulam Ahmad machte ausgiebig Gebrauch davon. Er glaubte durch solche spektakulären Auseinandersetzungen die Superiorität des Islam beweisen und den Muslimen Indiens Selbstvertrauen zurückgeben zu können.
Prominentester Kontrahent war der Hindu-Gelehrte Pandit Lekh Ram. Mirza Ghulam Ahmad richtete seine Apologetik auch gegen christliche Missionen in Indien. 1893 soll es zu einer spektakulären, zwei Wochen andauernden, Diskussion mit Pastor Abdullah Athim, der vom Islam zum Christentum konvertiert war, gekommen sein.

### Barahin-e-Ahmadiyya
Sein Hauptwerk Barahin-e-Ahmadiyya [Barāhīn-i aḥmadiyyah] (Ahmedanische Beweise) schrieb Mirza Ghulam Ahmad in Urdu, und es erschien in vier Bänden zwischen 1880 und 1884. Ein fünfter Band erschien 1905. Der Zweck war einerseits, die Wahrheit des Islam und des Korans mit rationalen Argumenten zu belegen und andererseits, Lehren des Christentums, Sangha Dharma, Arya Samaj und Brahmo Samaj zu widerlegen.
Er legte seine Überzeugung dar, dass göttliche Inspiration bzw. Offenbarung (Ilham) nicht aufgehört habe und niemals aufhören werde. Er erklärte auch, dass Allah weiterhin Propheten erwecken würde, die inspiriert wären im Verständnis des Islam, in Hinblick auf die Erhellung der Glaubens und des Wissens. Er hat in seinem Buch mehrfach seinen Anspruch bekräftigt, ein Mudschaddid (Reformer) des Islam und von Gott beauftragt zu sein, die Welt zu reformieren und den Islam zu verbreiten.
Um seinen Anspruch zu unterstreichen, hat Mirza Ghulam Ahmad sein Werk breit auf Englisch und Urdu beworben und Gelehrte in aller Welt dazu aufgerufen, ein Werk zu schreiben, das seine Thesen widerlegen würden und dafür öffentlich eine Prämie von 10.000 Rupien ausgelobt.

## Werke
- [Barāhīn-i aḥmadiyyah] Barahin-e-Ahmadiyya („Ahmad’sche Beweise“, Hauptwerk)
- [Taḏkirah] Tazkirah (Träume, Visionen und wörtliche Offenbarungen); Verlag Der Islam
- [Kaštī-yi Nūḥ] Kashti-e-Nuh (Die Arche Noahs)
- Jesus in Indien; Verlag Der Islam; 2. Auflage, ISBN 978-3-932244-11-7.
- Die Philosophie der Lehren des Islams; Verlag Der Islam, ISBN 978-3-921458-97-6.
- Ein Missverständnis ausgeräumt; Verlag Der Islam, ISBN 978-3-921458-53-2.
- Befreiung von der Sünde; Verlag Der Islam, ISBN 978-3-921458-40-2.
- [Fatḥ-i islām] Fateh Islam (Sieg des Islam); Verlag Der Islam, ISBN 978-3-921458-62-4.
- [al-Waṣiyyat] Al-Wasiyyat (Das Testament); Verlag Der Islam, ISBN 978-3-932244-14-8.
- [Hamārī taʿlīm] Hamaree Taleem (Unsere Lehre, Kurzfassung von Kashti-e-Nuh); Verlag Der Islam, ISBN 978-3-921458-25-9.